# Skärgårdsdoktorn
 (novembre 2023).
Si vous disposez d'ouvrages ou d'articles de référence ou si vous connaissez des sites web de qualité traitant du thème abordé ici, merci de compléter l'article en donnant les références utiles à sa vérifiabilité et en les liant à la section « Notes et références ».
Skärgårdsdoktorn (littéralement « Le Docteur de l'archipel ») est une série télévisée suédoise en 18 épisodes de 55 minutes créée par Lars Bill Lundholm et diffusée du 13 octobre 1997 au 8 mai 2000 sur SVT. Elle met en vedette Samuel Fröler, Ebba Hultkvist et Sten Ljunggren.
Cette série est inédite dans tous les pays francophones.
La série a été un immense succès populaire en Suède, et l'un des plus importants succès d'audience de la télévision suédoise contemporaine[évasif]. Elle a été également diffusée en Norvège de 1997 à 2000 sur la chaîne NRK, et rediffusée tant en Suède qu'en Norvège dans les années 2010.

## Synopsis
La série se déroule sur l'île fictive de Saltö, dans l'archipel de Stockholm.

## Distribution
- Samuel Fröler : Dr Johan Steen
- Ebba Hultkvist (sv) : Wilma Steen
- Sten Ljunggren (sv) : Dr Axel Holtman
- Helena Brodin : Syster Berit
- Göran Engman (sv) : Sören Rapp
- Marie Richardson : Eva Steen (1998–2000)